# Гарейка (река)
Гарейка (баш. Гәрәй) — река в Республике Башкортостан России. Устье реки находится в 74 км от устья от реки Быстрый Танып. Длина реки составляет 73 км, площадь водосборного бассейна 859 км².

## Притоки
Основные притоки (расстояние от устья):
- 31 км: река Исанбайка
- 45 км: река Варяш
- 46 км: река Уман-Гора
- 65 км: река Гаре

## Данные водного реестра
По данным государственного водного реестра России относится к Камскому бассейновому округу, водохозяйственный участок реки — Белая от города Бирск и до устья, речной подбассейн реки — Белая. Речной бассейн реки — Кама.
Код объекта в государственном водном реестре — 10010201612111100026121.